# هفاردييسكي (دنيبروبيتروفسكا)
هفاردييسكي (Гвардійське) هي مدينة في مقاطعة دنيبروبيتروفسكا في أوكرانيا.
يبلغ عدد سكانها حوالي 4483   نسمة.